# Isaac Don Levine
Isaac Don Levine (Mózyr, 1892-Venice, 15 de febrero de 1981) fue un periodista, publicista y escritor estadounidense, de origen ruso.

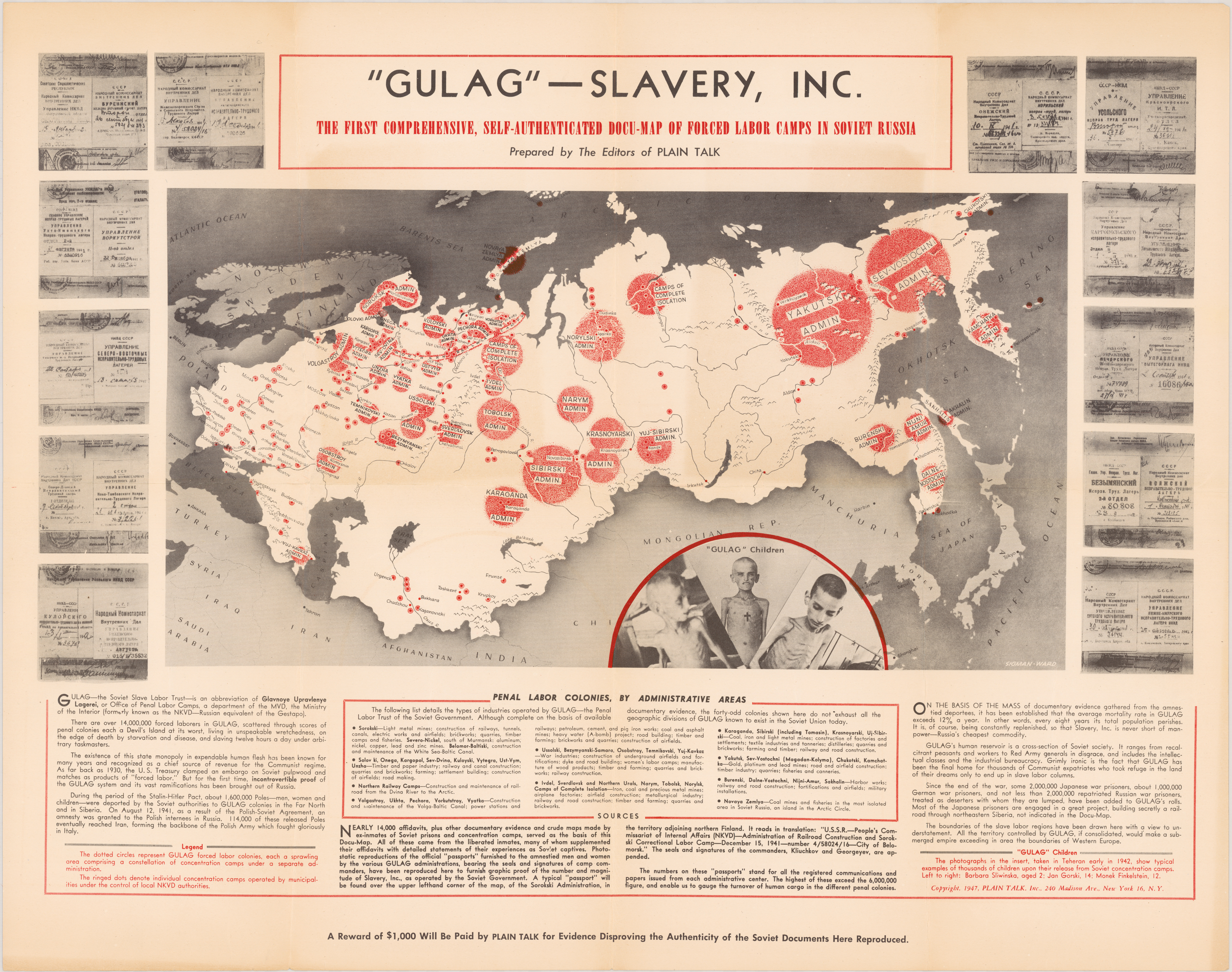
"Gulag", documapa de Isaac Don Levine.

## Biografía
Nació en la ciudad rusa de Mózyr en 1892. De origen judío y cercano en su juventud a grupos socialistas revolucionarios, emigró a los Estados Unidos en 1911, en torno a los diecinueve años de edad. Trabajando de periodista, cubrió eventos como la Guerra Civil Rusa, durante la cual habría tenido acceso a archivos de acceso restringido, además de entrevistar a Lenin. Más adelante investigaría las circunstancias de la muerte de Máximo Gorki. Considerado un periodista anticomunista,
 sus trabajos fueron de inclinación antisoviética y críticos con el régimen de Stalin. Falleció en 1981 en la ciudad estadounidense de Venice, Florida.
A lo largo de su carrera colaboró en Chicago Daily News, The Kansas City Star, New York Tribune, Plain Talk o publicaciones de la Hearst Corporation.
Fue autor de obras como The Man Lenin (1923) —una biografía de Vladímir Ilich Lenin—, Stalin (1931), la «primera biografía sólida» del dirigente soviético, Stalin's Great Secret (1956),  The Mind of an Assassin (1959) —sobre el asesino de Trotski, el español Ramón Mercader—, I Rediscover Russia, 1924-1964 (1964) o Eyewitness to History (1973) —sus memorias—, entre otras.